# Grand Prix Emilii-Romanii 2022
Grand Prix Emilii-Romanii 2022, oficjalnie Formula 1 Rolex Gran Premio del Made in Italy e dell’Emilia Romagna 2022 – czwarta runda Mistrzostw Świata Formuły 1 w sezonie 2022. Grand Prix odbyło się w dniach 22–24 kwietnia 2022 na torze Autodromo Enzo e Dino Ferrari w Imoli. Wyścig wygrał po starcie z pole position Max Verstappen (Red Bull), a na podium kolejno stanęli Sergio Pérez (Red Bull) oraz Lando Norris (McLaren).

## Tło

### Format weekendu
Grand Prix Emilii-Romanii 2022 był pierwszym wyścigiem w tym sezonie, w którym zastosowany był inny format weekendu. Zgodnie z tym formatem w piątek odbyła się tylko jedna sesja treningowa oraz kwalifikacyjna ustalająca kolejność do sprintu, który odbył się w sobotę, po drugiej sesji treningowej. Kwalifikacje sprinterskie ustaliły kolejność do niedzielnego wyścigu głównego.

#### Kwalifikacje sprinterskie
Tak jak w poprzednim sezonie, kwalifikacje sprinterskie odbywały się na dystansie 100 km, co dało 21 okrążeń w przypadku toru Autodromo Enzo e Dino Ferrari. Sprint ustalił kolejność do niedzielnego wyścigu głównego. Kolejność startowa była ustalona poprzez kwalifikacje w standardowym formacie Q1, Q2 i Q3. Zmieniony został system punktacji sprintów – od tego sezonu punkty otrzymało ośmiu najlepszych kierowców według następującego klucza: 8-7-6-5-4-3-2-1, oraz podczas Grand Prix Emilii-Romanii, Grand Prix Austrii i Grand Prix São Paulo, czyli tam gdzie odbywał się sprint kwalifikacyjny. O tym, kto zdobył pole position, zadecydowały wyniki z piątkowych kwalifikacji.

## Lista startowa
| Nr          | Kierowca         | Zespół                                         | Samochód                          | Silnik                      | Opony |
| ----------- | ---------------- | ---------------------------------------------- | --------------------------------- | --------------------------- | ----- |
| 1           | Max Verstappen   | Oracle Red Bull Racing                         | Red Bull RB18                     | Red Bull RBPTH001 1,6 V6T   | P     |
| 3           | Daniel Ricciardo | McLaren F1 Team                                | McLaren MCL36                     | Mercedes-AMG F1 M13 1,6 V6T | P     |
| 4           | Lando Norris     | McLaren F1 Team                                | McLaren MCL36                     | Mercedes-AMG F1 M13 1,6 V6T | P     |
| 5           | Sebastian Vettel | Aston Martin Aramco Cognizant Formula One Team | Aston Martin AMR22                | Mercedes-AMG F1 M13 1,6 V6T | P     |
| 6           | Nicholas Latifi  | Williams Racing                                | Williams FW44                     | Mercedes-AMG F1 M13 1,6 V6T | P     |
| 10          | Pierre Gasly     | Scuderia AlphaTauri                            | AlphaTauri AT03                   | Red Bull RBPTH001 1,6 V6T   | P     |
| 11          | Sergio Pérez     | Oracle Red Bull Racing                         | Red Bull RB18                     | Red Bull RBPTH001 1,6 V6T   | P     |
| 14          | Fernando Alonso  | BWT Alpine F1 Team                             | Alpine A522                       | Renault E-Tech RE22 1,6 V6T | P     |
| 16          | Charles Leclerc  | Scuderia Ferrari                               | Ferrari F1-75                     | Ferrari 066/7 1,6 V6T       | P     |
| 18          | Lance Stroll     | Aston Martin Aramco Cognizant Formula One Team | Aston Martin AMR22                | Mercedes-AMG F1 M13 1,6 V6T | P     |
| 20          | Kevin Magnussen  | Haas F1 Team                                   | Haas VF-22                        | Ferrari 066/7 1,6 V6T       | P     |
| 22          | Yūki Tsunoda     | Scuderia AlphaTauri                            | AlphaTauri AT03                   | Red Bull RBPTH001 1,6 V6T   | P     |
| 23          | Alexander Albon  | Williams Racing                                | Williams FW44                     | Mercedes-AMG F1 M13 1,6 V6T | P     |
| 24          | Zhou Guanyu      | Alfa Romeo F1 Team ORLEN                       | Alfa Romeo C42                    | Ferrari 066/7 1,6 V6T       | P     |
| 31          | Esteban Ocon     | BWT Alpine F1 Team                             | Alpine A522                       | Renault E-Tech RE22 1,6 V6T | P     |
| 44          | Lewis Hamilton   | Mercedes-AMG Petronas Formula One Team         | Mercedes-AMG F1 W13 E Performance | Mercedes-AMG F1 M13 1,6 V6T | P     |
| 47          | Mick Schumacher  | Haas F1 Team                                   | Haas VF-22                        | Ferrari 066/7 1,6 V6T       | P     |
| 55          | Carlos Sainz Jr. | Scuderia Ferrari                               | Ferrari F1-75                     | Ferrari 066/7 1,6 V6T       | P     |
| 63          | George Russell   | Mercedes-AMG Petronas Formula One Team         | Mercedes-AMG F1 W13 E Performance | Mercedes-AMG F1 M13 1,6 V6T | P     |
| 77          | Valtteri Bottas  | Alfa Romeo F1 Team ORLEN                       | Alfa Romeo C42                    | Ferrari 066/7 1,6 V6T       | P     |
| Źródło: FIA |                  |                                                |                                   |                             |       |

## Wyniki

### Zwycięzcy sesji treningowych
| Sesja       | Nr | Kierowca        | Konstruktor | Czas     | Okr. |
| ----------- | -- | --------------- | ----------- | -------- | ---- |
| 1           | 16 | Charles Leclerc | Ferrari     | 1:29,402 | 24   |
| 2           | 63 | George Russell  | Mercedes    | 1:19,457 | 32   |
| Źródło: FIA |    |                 |             |          |      |

### Kwalifikacje
| P                    | Nr | Kierowca         | Konstruktor                  | Czasy w kwalifikacjach | Czasy w kwalifikacjach | Czasy w kwalifikacjach | Poz. s. |
| P                    | Nr | Kierowca         | Konstruktor                  | Q1                     | Q2                     | Q3                     | Poz. s. |
| -------------------- | -- | ---------------- | ---------------------------- | ---------------------- | ---------------------- | ---------------------- | ------- |
| 1                    | 1  | Max Verstappen   | Red Bull Racing-RBPT         | 1:19,295               | 1:18,793               | 1:27,999               | 1       |
| 2                    | 16 | Charles Leclerc  | Ferrari                      | 1:18,796               | 1:19,584               | 1:28,778               | 2       |
| 3                    | 4  | Lando Norris     | McLaren-Mercedes             | 1:20,168               | 1:19,294               | 1:29,131               | 3       |
| 4                    | 20 | Kevin Magnussen  | Haas-Ferrari                 | 1:20,147               | 1:19,902               | 1:29,164               | 4       |
| 5                    | 14 | Fernando Alonso  | Alpine-Renault               | 1:20,198               | 1:19,595               | 1:29,202               | 5       |
| 6                    | 3  | Daniel Ricciardo | McLaren-Mercedes             | 1:19,980               | 1:20,031               | 1:29,742               | 6       |
| 7                    | 11 | Sergio Pérez     | Red Bull Racing-RBPT         | 1:19,773               | 1:19,296               | 1:29,808               | 7       |
| 8                    | 77 | Valtteri Bottas  | Alfa Romeo-Ferrari           | 1:20,419               | 1:20,192               | 1:30,439               | 8       |
| 9                    | 5  | Sebastian Vettel | Aston Martin Aramco-Mercedes | 1:20,364               | 1:19,957               | 1:31,062               | 9       |
| 10                   | 55 | Carlos Sainz Jr. | Ferrari                      | 1:19,305               | 1:18,990               | –                      | 10      |
| 11                   | 63 | George Russell   | Mercedes                     | 1:20,383               | 1:20,757               |                        | 11      |
| 12                   | 47 | Mick Schumacher  | Haas-Ferrari                 | 1:20,422               | 1:20,916               |                        | 12      |
| 13                   | 44 | Lewis Hamilton   | Mercedes                     | 1:20,470               | 1:21,138               |                        | 13      |
| 14                   | 24 | Zhou Guanyu      | Alfa Romeo-Ferrari           | 1:19,730               | 1:21,434               |                        | 14      |
| 15                   | 18 | Lance Stroll     | Aston Martin Aramco-Mercedes | 1:20,342               | 1:28,119               |                        | 15      |
| 16                   | 22 | Yūki Tsunoda     | AlphaTauri-RBPT              | 1:20,474               |                        |                        | 16      |
| 17                   | 10 | Pierre Gasly     | AlphaTauri-RBPT              | 1:20,732               |                        |                        | 17      |
| 18                   | 6  | Nicholas Latifi  | Williams-Mercedes            | 1:21,971               |                        |                        | 18      |
| 19                   | 31 | Esteban Ocon     | Alpine-Renault               | 1:22,338               |                        |                        | 19      |
| 107% czasu: 1:24,311 |    |                  |                              |                        |                        |                        |         |
| NS                   | 23 | Alexander Albon  | Williams-Mercedes            | –                      |                        |                        | 20      |
| Źródło: FIA          |    |                  |                              |                        |                        |                        |         |

Uwagi
1. ↑  Alexander Albon nie ustanowił czasu podczas kwalifikacji, ale został dopuszczony przez stewardów do sprintu kwalifikacyjnego.

### Sprint kwalifikacyjny
| P           | Nr | Kierowca         | Konstruktor                  | Okr. | Czas         | Start | +/−       | Punkty | Poz. s. |
| ----------- | -- | ---------------- | ---------------------------- | ---- | ------------ | ----- | --------- | ------ | ------- |
| 1           | 1  | Max Verstappen   | Red Bull Racing-RBPT         | 21   | 30:39,567    | 1     | Bez zmian | 8      | 1       |
| 2           | 16 | Charles Leclerc  | Ferrari                      | 21   | +2,975       | 2     | Bez zmian | 7      | 2       |
| 3           | 11 | Sergio Pérez     | Red Bull Racing-RBPT         | 21   | +4,721       | 7     | 4         | 6      | 3       |
| 4           | 55 | Carlos Sainz Jr. | Ferrari                      | 21   | +17,578      | 10    | 6         | 5      | 4       |
| 5           | 4  | Lando Norris     | McLaren-Mercedes             | 21   | +24,561      | 3     | 2         | 4      | 5       |
| 6           | 3  | Daniel Ricciardo | McLaren-Mercedes             | 21   | +27,740      | 6     | Bez zmian | 3      | 6       |
| 7           | 77 | Valtteri Bottas  | Alfa Romeo-Ferrari           | 21   | +28,133      | 8     | 1         | 2      | 7       |
| 8           | 20 | Kevin Magnussen  | Haas-Ferrari                 | 21   | +30,712      | 4     | 4         | 1      | 8       |
| 9           | 14 | Fernando Alonso  | Alpine-Renault               | 21   | +32,278      | 5     | 4         |        | 9       |
| 10          | 47 | Mick Schumacher  | Haas-Ferrari                 | 21   | +33,773      | 12    | 2         |        | 10      |
| 11          | 63 | George Russell   | Mercedes                     | 21   | +36,284      | 11    | Bez zmian |        | 11      |
| 12          | 22 | Yūki Tsunoda     | AlphaTauri-RBPT              | 21   | +38,298      | 16    | 4         |        | 12      |
| 13          | 5  | Sebastian Vettel | Aston Martin Aramco-Mercedes | 21   | +40,177      | 9     | 4         |        | 13      |
| 14          | 44 | Lewis Hamilton   | Mercedes                     | 21   | +41,459      | 13    | 1         |        | 14      |
| 15          | 18 | Lance Stroll     | Aston Martin Aramco-Mercedes | 21   | +42,910      | 15    | Bez zmian |        | 15      |
| 16          | 17 | Esteban Ocon     | Alpine-Renault               | 21   | +43,517      | 19    | 3         |        | 16      |
| 17          | 10 | Pierre Gasly     | AlphaTauri-RBPT              | 21   | +43,794      | 17    | Bez zmian |        | 17      |
| 18          | 23 | Alexander Albon  | Williams-Mercedes            | 21   | +48,871      | 20    | 2         |        | 18      |
| 19          | 6  | Nicholas Latifi  | Williams-Mercedes            | 21   | +52,017      | 18    | 1         |        | 19      |
| NS          | 24 | Zhou Guanyu      | Alfa Romeo-Ferrari           | 0    | NU (kolizja) | 14    |           |        | PL      |
| Źródło: FIA |    |                  |                              |      |              |       |           |        |         |

Uwagi
1. ↑  Zhou Guanyu został zmuszony do startu z alei serwisowej za złamanie zasad parku zamkniętego[8].

### Wyścig
| P           | Nr | Kierowca         | Konstruktor                  | Okr. | Czas                      | Start | +/−       | Punkty |
| ----------- | -- | ---------------- | ---------------------------- | ---- | ------------------------- | ----- | --------- | ------ |
| 1           | 1  | Max Verstappen   | Red Bull Racing-RBPT         | 63   | 1:32:07,986               | 1     | Bez zmian | 25+1   |
| 2           | 11 | Sergio Pérez     | Red Bull Racing-RBPT         | 63   | +16,527                   | 3     | 1         | 18     |
| 3           | 4  | Lando Norris     | McLaren-Mercedes             | 63   | +34,834                   | 5     | 2         | 15     |
| 4           | 63 | George Russell   | Mercedes                     | 63   | +42,506                   | 11    | 7         | 12     |
| 5           | 77 | Valtteri Bottas  | Alfa Romeo-Ferrari           | 63   | +43,181                   | 7     | 2         | 10     |
| 6           | 16 | Charles Leclerc  | Ferrari                      | 63   | +56,072                   | 2     | 4         | 8      |
| 7           | 22 | Yūki Tsunoda     | AlphaTauri-RBPT              | 63   | +61,110                   | 12    | 5         | 6      |
| 8           | 5  | Sebastian Vettel | Aston Martin Aramco-Mercedes | 63   | +70,892                   | 13    | 5         | 4      |
| 9           | 20 | Kevin Magnussen  | Haas-Ferrari                 | 63   | +75,260                   | 8     | 1         | 2      |
| 10          | 18 | Lance Stroll     | Aston Martin Aramco-Mercedes | 62   | +1 okrążenie              | 15    | 5         | 1      |
| 11          | 23 | Alexander Albon  | Williams-Mercedes            | 62   | +1 okrążenie              | 18    | 7         |        |
| 12          | 10 | Pierre Gasly     | AlphaTauri-RBPT              | 62   | +1 okrążenie              | 17    | 5         |        |
| 13          | 44 | Lewis Hamilton   | Mercedes                     | 62   | +1 okrążenie              | 14    | 1         |        |
| 14          | 31 | Esteban Ocon     | Alpine-Renault               | 62   | +1 okrążenie              | 16    | 2         |        |
| 15          | 24 | Zhou Guanyu      | Alfa Romeo-Ferrari           | 62   | +1 okrążenie              | PL    | 5         |        |
| 16          | 6  | Nicholas Latifi  | Williams-Mercedes            | 62   | +1 okrążenie              | 19    | 3         |        |
| 17          | 47 | Mick Schumacher  | Haas-Ferrari                 | 62   | +1 okrążenie              | 10    | 7         |        |
| 18          | 3  | Daniel Ricciardo | McLaren-Mercedes             | 62   | +1 okrążenie              | 6     | 12        |        |
| NS          | 14 | Fernando Alonso  | Alpine-Renault               | 6    | NU (uszkodzenie podwozia) | 9     |           |        |
| NS          | 55 | Carlos Sainz Jr. | Ferrari                      | 0    | NU (kolizja)              | 4     |           |        |
| Źródło: FIA |    |                  |                              |      |                           |       |           |        |

Uwagi
1. ↑  Dodatkowy 1 punkt jest przyznawany kierowcy, który ustanowił najszybsze okrążenie w wyścigu, pod warunkiem, że ukończył wyścig w pierwszej 10.
2. ↑  Esteban Ocon ukończył wyścig na jedenastym miejscu, ale otrzymał karę 5 sekund doliczonych do uzyskanego czasu za niebezpieczne wypuszczenie w alei serwisowej[11].

### Najszybsze okrążenie
| Nr          | Kierowca       | Konstruktor | Czas     | Okr. |
| ----------- | -------------- | ----------- | -------- | ---- |
| 1           | Max Verstappen | Red Bull    | 1:18,446 | 55   |
| Źródło: FIA |                |             |          |      |

### Prowadzenie w wyścigu
| Nr                              | Kierowca       | Konstruktor | Okrążenia | Suma |
| ------------------------------- | -------------- | ----------- | --------- | ---- |
| 1                               | Max Verstappen | Red Bull    | 1–63      | 63   |
| \| Wykres \| \| ------ \| \| \| |                |             |           |      |
| Źródło: FIA                     |                |             |           |      |
| Wykres                          |                |             |           |      |
|                                 |                |             |           |      |

## Klasyfikacja po wyścigu

### Kierowcy
Źródło: FIA
| P  | +/− | Kierowca         | Starty | Punkty | P1 | P2 | P3 | PP | NO | NS |
| -- | --- | ---------------- | ------ | ------ | -- | -- | -- | -- | -- | -- |
| 1  | 0   | Charles Leclerc  | 4      | 86     | 2  | 1  | –  | 2  | 3  | –  |
| 2  | +4  | Max Verstappen   | 4      | 59     | 2  | –  | –  | 1  | 1  | 1  |
| 3  | +1  | Sergio Pérez     | 4      | 54     | –  | 2  | –  | 1  | –  | –  |
| 4  | −2  | George Russell   | 4      | 49     | –  | –  | 1  | –  | –  | –  |
| 5  | −2  | Carlos Sainz Jr. | 4      | 38     | –  | 1  | 1  | –  | –  | 2  |
| 6  | +2  | Lando Norris     | 4      | 35     | –  | –  | 1  | –  | –  | –  |
| 7  | −2  | Lewis Hamilton   | 4      | 28     | –  | –  | 1  | –  | –  | –  |
| 8  | +2  | Valtteri Bottas  | 4      | 24     | –  | –  | –  | –  | –  | 1  |
| 9  | −2  | Esteban Ocon     | 4      | 20     | –  | –  | –  | –  | –  | –  |
| 10 | −1  | Kevin Magnussen  | 4      | 15     | –  | –  | –  | –  | –  | –  |
| 11 | 0   | Daniel Ricciardo | 4      | 11     | –  | –  | –  | –  | –  | 1  |
| 12 | +1  | Yūki Tsunoda     | 4      | 10     | –  | –  | –  | –  | –  | 1  |
| 13 | −1  | Pierre Gasly     | 4      | 6      | –  | –  | –  | –  | –  | 1  |
| 14 | N   | Sebastian Vettel | 2      | 4      | –  | –  | –  | –  | –  | 1  |
| 15 | −1  | Fernando Alonso  | 4      | 2      | –  | –  | –  | –  | –  | 2  |
| 16 | −1  | Zhou Guanyu      | 4      | 1      | –  | –  | –  | –  | –  | –  |
| 17 | −1  | Alexander Albon  | 4      | 1      | –  | –  | –  | –  | –  | –  |
| 18 | 0   | Lance Stroll     | 4      | 1      | –  | –  | –  | –  | –  | –  |
| 19 | −2  | Mick Schumacher  | 4      | 0      | –  | –  | –  | –  | –  | 1  |
| 20 | −1  | Nico Hülkenberg  | 2      | 0      | –  | –  | –  | –  | –  | –  |
| 21 | −1  | Nicholas Latifi  | 4      | 0      | –  | –  | –  | –  | –  | 1  |
| P  | +/− | Kierowca         | Starty | Punkty | P1 | P2 | P3 | PP | NO | NS |

### Konstruktorzy
Źródło: FIA
| P  | +/− | Konstruktor                  | Starty | Punkty | P1 | P2 | P3 | PP | NO | NS |
| -- | --- | ---------------------------- | ------ | ------ | -- | -- | -- | -- | -- | -- |
| 1  | 0   | Ferrari                      | 8      | 124    | 2  | 2  | 1  | 2  | 3  | 2  |
| 2  | +1  | Red Bull Racing-RBPT         | 8      | 113    | 2  | 2  | –  | 2  | 1  | 1  |
| 3  | −1  | Mercedes                     | 8      | 77     | –  | –  | 2  | –  | –  | –  |
| 4  | 0   | McLaren-Mercedes             | 8      | 46     | –  | –  | 1  | –  | –  | 1  |
| 5  | +1  | Alfa Romeo Racing-Ferrari    | 8      | 25     | –  | –  | –  | –  | –  | 1  |
| 6  | −1  | Alpine-Renault               | 8      | 22     | –  | –  | –  | –  | –  | 2  |
| 7  | +1  | Scuderia AlphaTauri-RBPT     | 8      | 16     | –  | –  | –  | –  | –  | 2  |
| 8  | −1  | Haas-Ferrari                 | 8      | 15     | –  | –  | –  | –  | –  | 1  |
| 9  | +1  | Aston Martin Aramco-Mercedes | 8      | 5      | –  | –  | –  | –  | –  | 1  |
| 10 | −1  | Williams-Mercedes            | 8      | 1      | –  | –  | –  | –  | –  | 1  |
| P  | +/− | Konstruktor                  | Starty | Punkty | P1 | P2 | P3 | PP | NO | NS |